# Constantin Hamm
Constantin Hamm (* 28. Mai 1807 in Lindlar; † 28. Dezember 1885 in Köln) war ein deutscher Tuchfabrikant und von 1874 bis 1885 Mitglied des Deutschen Reichstags.

## Leben
Hamm gründete 1837 mit seinem Bruder Ewald eine Tuchfabrik in Wipperfürth, wo heute eine Straße nach ihm benannt ist. 1874 wurde er für den Wahlkreis Regierungsbezirk Köln 6 (Mülheim, Wipperfürth, Gummersbach) und das Zentrum in den Deutschen Reichstag gewählt. Er vertrat den Wahlkreis als Abgeordneter bis 1881.